# 芸術学科
芸術学科（げいじゅつがっか）は、芸術についての教育研究を目的とした大学の学科の一つである。美術・芸術・造形学部などのほか、大学によっては文学部などにもある。主な研究領域は美学や美術史など。

## 芸術学科の名称を持つ日本の大学
デザイン学科については、デザイン学科を参照。
絵画についての学科については、絵画学科を参照。
彫刻についての学科については、彫刻学科を参照。
工芸についての学科については、工芸学科を参照。
音楽学科については、音楽学科を参照。美学・美術史学については美学美術史学科を参照。
- 多摩美術大学 美術学部 芸術学科
- 女子美術大学 芸術学部 芸術学科
- 成城大学 文芸学部 芸術学科
- 東京芸術大学 美術学部 芸術学科
- 明治学院大学 文学部 芸術学科
- 和光大学 表現学部 芸術学科
- 近畿大学 文芸学部 芸術学科（造形芸術専攻ほか）
- 東海大学 教養学部 芸術学科（美術学課程とデザイン学課程）
- 名古屋芸術大学 芸術学部